# Louis Courroy
Pour les articles homonymes, voir Courroy.
Louis Courroy, né le 4 mars 1915 à Rupt-sur-Moselle et mort le 12 octobre 1991 à Cornimont, est un homme politique français.

## Biographie
Il est sénateur des Vosges de 1952 à 1977, membre du Groupe des Républicains et Indépendants.
Élu maire de Rupt-sur-Moselle en 1953, il est réélu jusqu'à son échec en 1965. Il reste cependant conseiller général du canton du Thillot, poste qu'il occupe de 1946 à 1979.